# Олімпійський орден

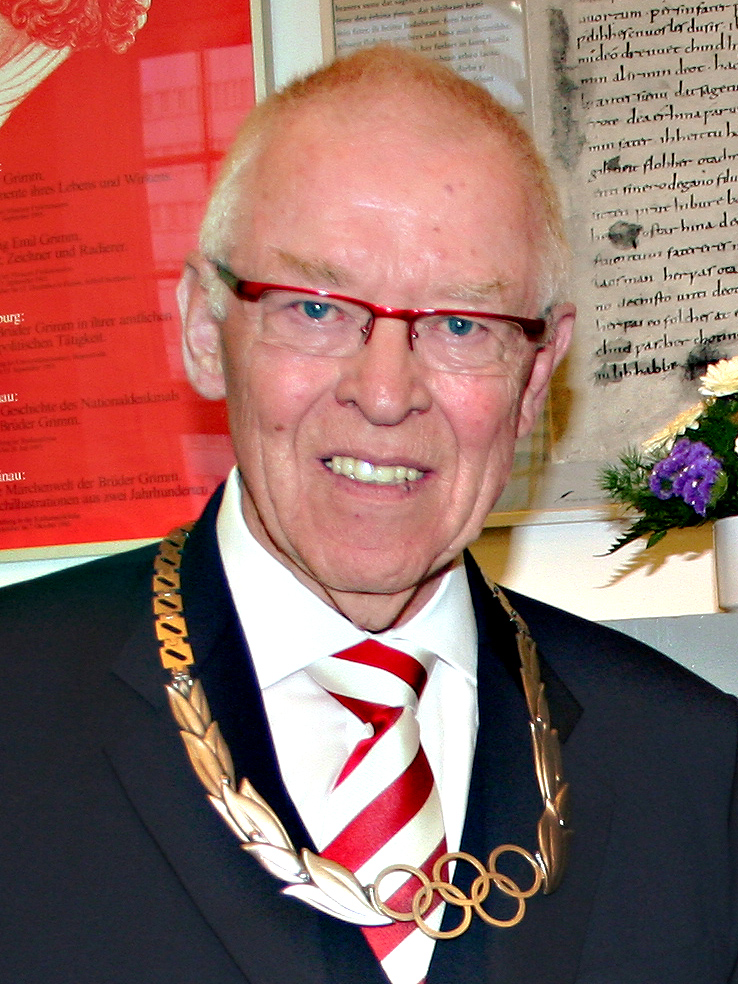
з Олімпійським орденом

Олімпійський орден — найвища нагорода олімпійського руху, започаткована МОК у травні 1975 на заміну Олімпійському сертифікату. Початково існувало три ступені ордена — золотий, срібний та бронзовий, але у 1984 році на 87-й сесії МОК бронзовий ступінь було скасовано. Олімпійським орденом нагороджуються особи, що зробили значний внесок в олімпійський рух. За традицією золотий Олімпійський орден отримують на церемонії закриття Олімпіад голови організаційних комітетів Олімпійських ігор.
Олімпійський орден має вигляд золотого, срібного або бронзового ланцюжка з п'ятьма переплетеними олімпійськими кільцями в обрамленні лаврових листків з обох боків. Для щоденного носіння призначений невеличкий значок у формі переплетених кілець.
Надя Коменеч — єдина людина, яка отримувала Орден двічі, у 1984 та 2004 роках.

### Знаки ордена

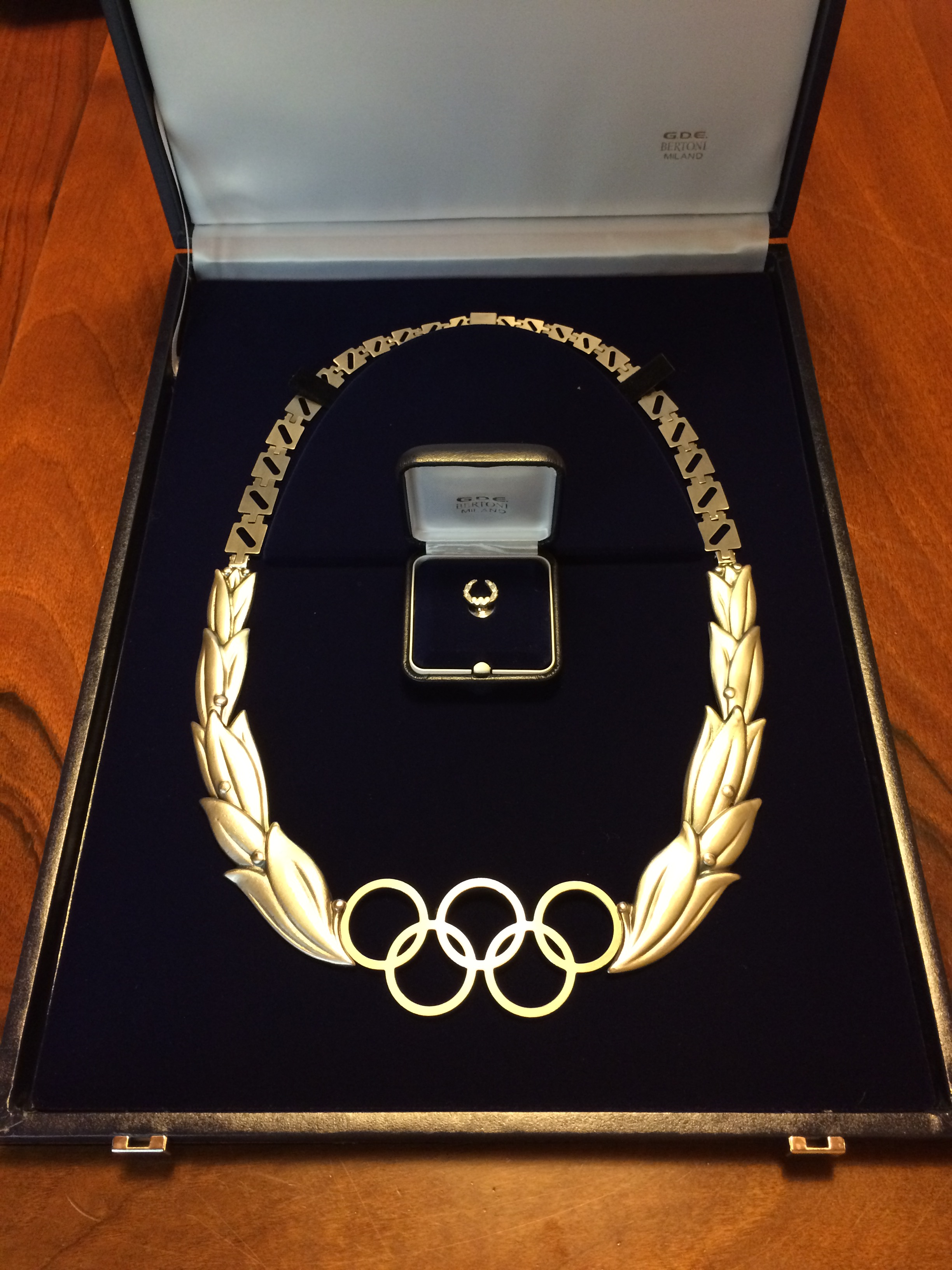
Олімпійський орден